# 神戸市のスラム問題

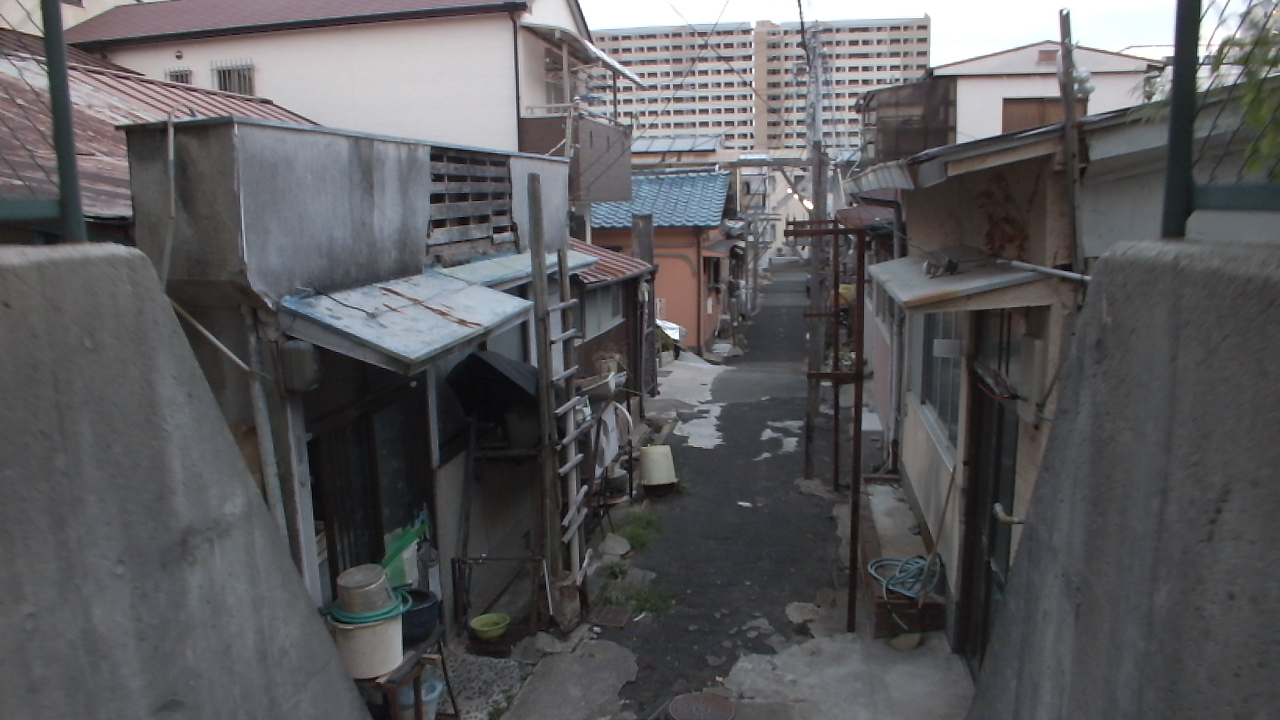
神戸市のスラムの一つ長田区の番町地区（現在は同和地区指定されていない）

神戸市のスラム問題（こうべしのスラムもんだい）では、兵庫県神戸市における近代以降のスラム問題について説明する。

## 概要
1867年（慶応3年）の開港を機に、外国人居留地が整備され、北野地区に異人館街、西国街道沿いに元町商店街と業務街である栄町通りが発展し、明治期には神戸の都心の骨格が形成され、神戸市への人口流入は飛躍的に増大した。明治4年には北野村、宇治野村、花熊村の戸籍ですでに従来の村民の2-3倍に当たる来住人や借家人が見られた。流入者の多くは「日稼人足」であった。海外との貿易の拡大に連れ、荷役作業の労働需要が高まりを見せ、居留地建設をはじめとして市街地、道路整備などの公共工事に伴う土木作業の労働需要が増え、こうした力役・補助的労働者が必要とされた。彼らは力仕事の傍ら、行商にも出て生計を立てた。

### 日稼人足
日稼人足は比較的容易に仕事が得られるために、港の荷役作業場周辺に居住した。親方が運営する「労働部屋」に「部屋人足」として住み込む者や、木賃宿・棟割長屋に家族と生活する者などもいた。明治30年代初頭辺りまでには、神戸港周辺にこうした「日稼人足」が数多く居住するに至る。古湊通には多くの木賃宿が集結し、沖仲仕人足の供給源となった。また上橘通などの長屋には、夫は仲仕仕事に出て妻がマッチの箱貼りの内職をする世帯が多く見られた。
こうした木賃宿や長屋は、幕末以来度々大流行したコレラを初めとする伝染病の温床とみなされ、衛生の観点からの対策を求められるようになった。当時の神戸は海港都市の宿命として、長崎や横浜とともにしばしばコレラ流行の発信地となっていた。また、地域経済の発展に伴い、市の中心部を商業地域として整備すべきとの意見が大勢を占めるに至り、木賃宿、長屋はふさわしくないとする意見が多くみられるようになり、明治30年代以降、新たに神戸に上陸したペストへの恐怖とも相俟ってスラム対策がさらに強化されていく。

### 新川スラムの誕生
1899年（明治32年）7月、改正条約施行に伴い治外法権が撤去され、居留地制度も廃止されることとなった。有力者たちの中に、その機会に市区改正を推進し、土木・衛生・教育・勧業政策全般の刷新を図ろうとする気運が高まる。その一環として木賃宿移転の声も上がった。兵庫県は同年同月には宿屋営業取締規則を改正し、翌月には木賃宿営業区域を葺合村と長田村の一部に限定し、市内の木賃宿の移転を命じた。翌1900年には「不良長屋」の移転も計画された。これらの移転先として指定されたのが葺合村周辺が「新川」地域であったが、これらの移転はスムーズには運ばず、「新川」地域は長屋裏屋建築規制が適用されず安価な長屋が建てやすかったことも手伝い、明治30年代に爆発的な人口の増大を見る。この時期から大正期にかけてに生田川（新川）周辺に「新川」スラムが形成され、木造密集地域として現在に至っている。1901年‐1906年の5年間に葺合区の人口増加率は1.42倍であったが、「新川」地域は約5倍となりそのまま肥大化し、東洋一のスラムと言われた日本最大のスラムにまで成長。同地区は神戸国際ギャング団、伝説のヤクザボンノこと菅谷政雄(三代目山口組若頭補佐)、五島組組長の五島伊佐夫、初代松浦組組長の松浦繁明などの他、松下組組長-松下靖男、松下会会長-松下正夫をはじめとする初代山健組幹部(後に山口組幹部)の出身地としても知られ、山本健一が主にこの地区出身の組員らと共に初代山健組を結成。。

## 下層社会の生活
スラム住民によって代表される都市下層民衆の理想的生活形態は、女房、子供を夫が養うことのできる世帯の創出であったが、実態は雇用の安定しない「日銭稼ぎ」で、女房は言うに及ばず、子供も労働に加担しないと生計が維持できないほどであった。地域内には、行商人が開く仮設市場や一膳飯屋などがあり、売れ残りの安い魚や野菜などが売られ、不安定な日銭稼ぎの労働者たちの生活を支えるに好都合な仕組みができ上っていった。しかし、仕事にありつけない者はその日食べる米にも窮するありさまであった。スラムでは5軒、10軒単位で長屋の単位が形成され、米の貸し借りが行われたり、家主・地主の地域の顔役に援助を頼むなどの助け合いが行われるようになり、「共同主義」と呼ばれ、地域の強固な絆となっていった。
こうした下層社会の生活者らは日露戦争後の都市民衆騒擾の主人公となる。1905年（明治38年）9月、日露講和条約に賠償金がないことに不満を抱いた民衆が蜂起し、東京をはじめとする大都市で騒擾（そうじょう）を起こした。神戸では民衆が湊川神社の伊藤博文の銅像を倒し、引き回すという激しい騒擾が繰り広げられた。騒擾の先頭に立ったのは行商人や「日稼人足」であった。大正2年2月には第1次護憲運動の渦中、立憲国民党から立憲同志会に鞍替えした代議士小寺謙吉の邸宅が多数の民衆に襲撃される事件が勃発。騒擾には職工や学生、行商人、日稼人足などが参加した。
騒擾の背景には下層社会の生活難があった。日露戦争後の深刻な不況に1911年（明治44年）には米価高騰が重なり、8月には「紙屑長屋」「蜂の巣」などと呼ばれた棟割長屋住人の中には絶食者が出始めるに至り、地域の共同体が破綻せざるを得なくなり、家主・地主の援助も滞りがちとなり、民衆の不満が騒擾という形で爆発した。

## 細民部落改善事業
明治末期には、都市での下層社会の問題は政治問題となった。スラム対策がさらに強化され、同時に「都市スラム」に住んでいた「貧民」の選別も進行。「まじめな貧民」と、「あらゆる悪徳の製造場なる木賃宿」に沈殿し周囲に「悪影響を及ぼしている貧民」は区分けされ、劣悪な住環境の木賃宿の市中心部からの強制移転や木賃宿と実態が変わらない下宿・長屋裏屋の取り締まり強化が行われ「都市スラム」の解体が進められた。行政により新たに木賃宿営業区域として指定された移転先は、市周縁部に位置していた被差別部落周辺であった。そこは長屋裏屋建築規制の対象外であり、さらに狭小・劣悪な木賃宿や二畳敷・三畳敷程度の長屋が続々と建築され、急激な都市化による家賃高騰も手伝い、「貧民」が大量に流入していった。同時にその地域は、市中から排出される塵芥の処分地とされ、元々小さな集落であった被差別部落を、膨張を続ける「都市スラム」が吸収するような形で再編成され、新川スラムは明治末期で戸数(川以東1500戸と川以西800余り)約2300戸余り、住民約15000人を擁する日本有数の一大スラムと新聞で報じられた。。
内務省は全国の警察を動かし「細民部落改善事業」を開始した。これは「下層」民衆の就学率の向上を図りながら、民衆が自力で生活改善し得るような精神の確立を目指すもので、民衆騒擾の鎮静化と治安維持を図ることが目的であった。この事業の推進のため神戸市では警察主導で矯修会、清風会、長田村一部協議会などの地域改善団体が組織された。精神面を重視した政策ではあったが就学率の向上のためには民衆の生計の基礎確立が必要であったため、こうした改善団体は盛んに授産事業を展開し地域住民の生計援助に尽力した。「新川」地域の矯修会では屑物改修事業が取り組まれ、その収入による自力更生が叫ばれた。一部協議会では職業団体を組織しての営業改善に力を入れ、清風会では神戸籠製造事業に取り組んだ。
民衆の生活難の原因の一つに米価騰貴など食料品などの生活必需品の価格の高騰があったため、神戸市は1904年（明治39年）に公設卸売市場の設置案を市会に提出した。これは価格の統一を狙ったもので、他の都市でも同様の計画が見られ、流通を合理化し食料品価格の安定を狙ったものである。神戸市の提案は市会で否決されたが、後の社会政策の先駆となった。

## 賀川豊彦
当時神戸神学校の学生であった賀川豊彦は、結核で死の淵から生還できたことを「神の恩寵」と感じ、「貧民」に自らの命を捧げることで神の恩寵に応えようとした。賀川は1909年（明治42年）9月から「新川」で路傍伝道を開始。同年のクリスマス・イブに「新川」で居住を始めた。その救済対象は、捨て子、病弱な老人、やくざ者、労働能力や意欲なき者にも向けられ、改善団体が見向きもしない人々をも対象としていた。賀川の行動はすべての人々には生存の権利があるとする主張を自らの実践で表そうとするものであった。賀川は近代的な家族生活を理想に掲げ、「新川」の民衆にもその考えを伝道した。具体的には、中産階級である船長の一家に「新川」の児童を預けたり、児童の親の生計を援助する目的で一膳飯屋を運営したり、金品の援助を行うなど試行錯誤を繰り返しながら、徐々に「新川」に定着していった。一方で現在では、賀川の『貧民心理の研究』（1915年）などの著書に、被差別部落の人々への差別的見解（明らかな誤りである「人種起源説」の主張など）や差別的語句・表現が見られるという指摘もある。